# Sidoine Oussou
Sidoine Oussou est un footballeur béninois, né le 14 novembre 1992 à Cotonou. Il évolue comme attaquant  et  joue pour le CS Pluméliau.

## Biographie
Sidoine Oussou a commencé sa carrière au Bénin, c'est sous les couleurs de l'Asapc qu'il se révèle lors de la saison 2009-2010, il marque trois buts en trois journées de championnat et attise les regards des recruteurs étrangers. Il sera supervisé lors du tournoi de l'Uemoa à Cotonou en Novembre 2009. Empêchée par des blessures, sa carrière va enfin décoller.
En 2011, Oussou signe quatre saisons pour le club norvégien de Vålerenga. Après une première saison d'apprentissage, il sera prêté deux saisons consécutives d'abord au RCS Visé en Belgique (D2) puis au Kecskeméti TE en Hongrie. Toutefois à son retour, il résilie son contrat avec le club norvégien pour s'engager avec le Naxxar Lions Football Club, l'un des clubs illustres du championnat Maltais.
Début 2016, il décide de se relance en France en CFA2 avec l'AS Beauvais avec pour ambition la promotion en CFA...

## Avec le Bénin
Oussou est également un international béninois, il d'abord débuté avec les A' en novembre 2009 avant d'accéder à l'équipe première. Il compte actuellement huit sélections avec les Guépards.

## Style de jeu
Oussou est décrit comme un vrai buteur, avec un sang froid digne des grands face aux buts. Il est aussi un épouvantail physique pour les défenses adverses, très puissant, bagarreur et rapide. Il est aussi réputé pour sa manière particulière de presser les défenseurs et ses appels en profondeur. Certains spécialistes le comparent à l'attaquant parisien Edinson Cavani.

## Palmarès
- ASPA Cotonou
  - Vainqueur du Championnat du Bénin en 2010.